# Henry Koster (senhor de engenho)
Henry Koster (Lisboa, 1784 — Recife, 1820), também conhecido como Henrique da Costa, foi um senhor de engenho e cronista luso-brasileiro.

## Biografia
Filho de pais ingleses, por motivos de saúde veio ao Brasil em 1809, onde se tornou senhor de engenho. Quanto a suas obras artísticas, tinham como tema a retratação dos engenhos no Brasil Colonial e também explorou vários locais do país, através de viagens que deram origem ao livro Travels in Brazil.
Koster  viajou de Recife a Fortaleza por terra, em 1810, cuja viagem relata em seu livro que foi dedicado a Robert Southey.